# Johnny Morrissey
John "Johnny" Morrissey (født 18. april 1940 i Liverpool, England) er en engelsk tidligere fodboldspiller (venstre wing).
Morrissey spillede størstedelen af sin karriere hos de to stor klubber i sin fødeby, hvor han først repræsenterede Liverpool F.C. i fem sæsoner, og herefter Everton F.C. i ti sæsoner. Her var han med til at vinde to engelske mesterskaber, inden han sluttede karrieren af med en enkelt sæson hos Oldham Athletic.

## Titler
Engelsk mesterskab
- 1963 og 1970 med Everton